# Curimatá
Curimatá är en kommun i Brasilien.   Den ligger i delstaten Piauí, i den östra delen av landet, 800 km nordost om huvudstaden Brasília. Antalet invånare är 10 765.
Omgivningarna runt Curimatá är huvudsakligen savann. Runt Curimatá är det mycket glesbefolkat, med 4 invånare per kvadratkilometer.